# 井之脇海
井之脇 海（いのわき かい、1995年11月24日 - ）は、日本の俳優である。神奈川県横須賀市出身。ユマニテ所属。

## 経歴
9歳の時にテレビの世界に憧れ、劇団ひまわり（砂岡事務所）に入り、芸能活動を始める。
劇団では演技レッスンやダンスレッスンなどを学び、習い事感覚で子役をしていたが、2008年に黒沢清監督の『トウキョウソナタ』に出演したのが転機となる。この作品ではピアノの才能を持つ少年の役を演じ、12歳にして第82回キネマ旬報ベスト・テン新人男優賞受賞を受賞した。次第に俳優を職業として意識するようになり、当時共演した神木隆之介の勧めで、神木の通う芸能コースのある中学校に進学する。
大学は日本大学藝術学部映画学科演技コースに進学。もともと監督コースを志望していたが、受験するためには作品を提出しなければならず、俳優の仕事で制作する時間が設けらなかったため受験先を演技コースに変え進学した。大学では演技だけではなく撮影の技術的な事も学び、在学中に脚本・監督・出演を務め2本の短編映画を作る。そのうちの一つで初監督作品の短編映画『言葉のいらない愛』は2015年にカンヌ国際映画祭のマルシェに正式出品された。
2016年7月28日にユマニテに移籍。
大学卒業までの4年間は学業優先で仕事をセーブしてきたが、そこから連続テレビ小説『ひよっこ』、大河ドラマ『おんな城主 直虎』、『義母と娘のブルース』、『集団左遷!!』、大河ドラマ『いだてん〜東京オリムピック噺〜』等の人気ドラマにコンスタントに出演するようになり、メディアへの露出を増やしていく。
2021年、映画『ミュジコフィリア』で初主演を務め、再びピアノを演奏する役に挑戦した
2022年、カナダの作家ニコラス・ビヨンが執筆し、世界で舞台化、映画化されてきた『エレファント・ソング』で主人公のマイケルを演じ、舞台初主演を務めた。

## 人物
- 本名で、横須賀の海の近くで生まれた事から『海』という名前が付けられた[1]。
- 芸能界に入ったきっかけは、9歳のときに飼っていた愛犬と母親の病気により家庭内が重い雰囲気になり自分が構ってもらえなくなったと感じたこと。子どもなりにどうしたら注目をしてもらえるか考えたところテレビに出るという結論に至り、親も向き合ってくれて芸能界を目指すことになった[3]。
- 洋服は無地のシンプルなものを着ることが多い（arインタビューより）。
- 『ハンマーセッション!』、『ごちそうさん』、『帝一の國』、『おんな城主 直虎』、『あゝ、荒野』で共演した菅田将暉からは「イノ」と呼ばれている。『おんな城主 直虎』内でも、演じた「亥之助」という名前から菅田演じる虎松に「イノ」と呼ばれている[12]）。
- 地元プロ野球チームの横浜DeNAベイスターズを応援しており、2018年に劇場公開された球団のドキュメンタリー映画『FOR REAL 遠い、クライマックス。』ではナレーションを担当した[13]。
- 18歳で普通自動車免許を取ってから一貫して自家用車はセダン型。

## 出演

### テレビドラマ
- 柳生十兵衛七番勝負 最後の闘い（2006年、NHK総合） - 徳川家綱 役
- わたしが子どもだったころ（NHK BShi）
  - トータス松本篇（2007年） - マサヒロ 役
  - 小澤征爾篇（2009年） - 本人 役
- 受験の神様（2007年、日本テレビ） - 井田海 役
- 天才てれびくんMAX 天てれドラマ「巻き戻しライトにご用心!?」（2007年、NHK Eテレ） - 隼人 役
- 3年B組金八先生第8シリーズ 第13話（2008年、TBS） - 北山大将（幼少） 役
- シリウスの道（2008年、WOWOW） - 辰村祐介（少年時代） 役
- ハリ系 第7話（2008年、日本テレビ） - 藤井亮介（幼少期） 役
- 四つの嘘（2008年、テレビ朝日） - 西尾明 役
- 松本清張生誕100年特別企画・疑惑（2009年1月24日、テレビ朝日） - 白川宗治 役
- 華麗なるスパイ（2009年、日本テレビ） - 鎧井京介（少年時代） 役
- やつらは多分宇宙人!（2010年1月9日 - 3月13日、BSフジ） - 寺野呂葉守 役
- ジョーカー 許されざる捜査官（2010年、フジテレビ） - 伊達一義（少年時代） 役
- ハンマーセッション! 第9話（2010年、TBS） - 甲斐智樹 役
- 贖罪（2012年、WOWOW） - 高野幸司 役
- ブラックボード〜時代と戦った教師たち〜 第2夜（2012年4月6日、TBS） - 下田達郎 役
- 大河ドラマ（NHK）
  - 平清盛 第40回 - 最終回（2012年10月14日 - 12月23日） - 平維盛 役
  - おんな城主 直虎 第38回 - 最終回（2017年9月24日 - 12月17日） - 小野万福 役
  - いだてん〜東京オリムピック噺〜 第46回・最終回（2019年12月8日・15日） - 坂井義則 役[14]
  - べらぼう〜蔦重栄華乃夢噺〜 第2回 -（2025年1月12日 - ） - 小田新之助 役[15]
- 刑事110キロ 第5話（2013年5月23日、テレビ朝日） - 矢沢透 役
- 連続テレビ小説（NHK）
  - ファイト（2005年）
  - ごちそうさん（2013年） - 卯野照生 役
  - ひよっこ（2017年） - 高島雄大 役
    - ひよっこ2 第2話（2019年3月26日）

  - ちむどんどん（2022年） - 矢作知洋 役[16]
- 忠臣蔵の恋〜四十八人目の忠臣〜（2016年、NHK総合） - 村松政右衛門 役
- プリンセスメゾン 第1話、第5話（2016年11月22日、NHK BSプレミアム）
- 謎解きLIVE（NHK BSプレミアム） - 有馬大和 役
  - 「CATSと聖夜の殺人者」（2016年12月24日）
  - 「CATSと蘇ったモリアーティ」（2017年7月8日）
- 青の時代名曲ドラマシリーズ「LOVEマシーン」 / モーニング娘。（2017年3月26日、NHK BSプレミアム）
- ドラマミステリーズ 〜カリスマ書店員が選ぶ珠玉の一冊〜 「恋煩い」（2017年4月22日、フジテレビ） - 植田駿 役
- 宮沢賢治の食卓（2017年6月17日 - 7月15日、WOWOWプライム） - 宮沢清六 役
- デッドフレイ〜青い殺意〜（2018年3月23日、NHK総合） - 主演・藤田直樹 役[17]
- 青と僕（2018年7月9日 - 8月13日、フジテレビ）  - 主演・ぼく 役
- 義母と娘のブルース 第6話 - 最終話（2018年8月14日 - 9月18日、TBS） - 黒田大樹 役[18]
  - 義母と娘のブルース 2020謹賀新年スペシャル（2020年1月2日）[19]
  - 義母と娘のブルース 2022年謹賀新年スペシャル（2022年1月2日）[20]
  - 義母と娘のブルースFINAL 2024年謹賀新年スペシャル（2024年1月2日）[21]
- 集団左遷!!（2019年4月21日 - 6月23日、TBS） - 平正樹 役[22]
- 教場（2020年1月4日・5日、フジテレビ） - 南原哲久 役[23]
- 伝説のお母さん（2020年2月1日 - 3月21日、NHK総合） - カトウ 役[24]
- 父と息子の地下アイドル（2020年2月23日、WOWOW） - 千堂勝喜 役[25]
- スイッチ（2020年6月21日、テレビ朝日） - 曽田知基 役
- アンサング・シンデレラ 病院薬剤師の処方箋（2020年7月16日[注 1] - 9月24日、フジテレビ） - 羽倉龍之介 役[28]
- ハルとアオのお弁当箱（2020年10月12日 - 12月29日、BSテレ東） - 主演・アオ（佐藤蒼）役 ※吉谷彩子とW主演[29]
- コールドケース〜真実の扉〜 第1話・第2話（2020年12月5日・12日、WOWOW） - 牛久明良 役[30]
- ノースライト（2020年12月12日・19日、NHK総合） - 竹内健吾 役
- 俺の家の話（2021年1月22日 - 3月26日、TBS） - プリティ原 役[31][32]
- プロミス・シンデレラ（2021年7月13日 - 9月14日、TBS） - 今井正弘 役[33]
- 24時間テレビ44 ドラマスペシャル『生徒が人生をやり直せる学校』（2021年8月21日、日本テレビ） - 三田太一 役[34]
- ギヴン（2021年11月22日 - 12月27日、フジテレビ） - 梶秋彦 役[35][注 2]
- 神木隆之介の撮休 第7話「友人の彼女」（2022年2月18日、WOWOWプライム）[36]
- 津田梅子〜お札になった留学生〜（2022年3月5日、テレビ朝日） - 神田乃武 役[37]
- 空白を満たしなさい第2話（2022年7月2日、NHK総合） - 比嘉 役
- 石子と羽男-そんなコトで訴えます?- 第3話（2022年7月29日、TBS） - 山田遼平 役
- クロサギ（2022年10月21日 - 12月23日、TBS） - 神志名将 役[38]
- 失恋めし（2022年12月11日 - 25日、読売テレビ） - 花屋の青年 役[39]
- アクターズ・ショート・フィルム3「いつまで」（2023年2月11日、WOWOWプライム） - 主演・洸 役[40]
- ペンディングトレイン-8時23分、明日 君と（2023年4月21日 - 6月23日、TBS） - 加藤祥大 役[41][42]
- 0.5の男 第1話・最終話（2023年5月28日・6月25日、WOWOW） - 川村 役[43]
- ああ、ラブホテル 〜秘密〜 第3話「落とせたら10万円」（2023年6月2日、WOWOW） - 小鳥遊夏生 役[44]
- にんげんこわい2 第2話・第3話「品川心中（上・下）」（2023年8月18日・25日、WOWOW） - 金蔵 役[45]
- ONE DAY〜聖夜のから騒ぎ〜（2023年10月9日 - 12月18日、フジテレビ） - 細野一 役[46]
- あれからどうした 第3話「制服を脱いだ警察官」（2023年12月28日、NHK総合） - 青柳健太 役[47]
- 9ボーダー（2024年4月19日 - 6月21日、TBS） - 松嶋朔 役[48]
- ブラック・ジャック（2024年6月30日、テレビ朝日） - 長谷川啓介 役[49]
- 晩餐ブルース（2025年1月23日 - 3月27日、テレビ東京） - 主演・田窪優太 役 ※金子大地とW主演[50]
- ホットスポット 最終話（2025年3月16日、日本テレビ） - 寺田伸晃 役[51]
- キャスター 第3話（2025年4月27日、TBS） - 栗林誠 役[52]

### 映画
- 夕凪の街 桜の国（2007年7月公開、アートポート） - 石川凪生（10歳時） 役
- トウキョウソナタ（2008年9月公開、ピックス） - 佐々木健二 役
- 告白（2010年6月公開、東宝） - 前川優真 役
- わさお（2011年3月公開、東映） - トモヤ 役
- 犬のおまわりさん てのひらワンコ3D（2011年8月公開、AMGエンタテインメント） - 天野はじめ 役
- 君へ。（2011年9月公開、キュリオスコープ） - 鈴木貴之 役
- Another（2012年8月公開、東宝） - 望月優矢 役
- 中学生円山（2013年5月公開、東映） - 下井の妻を殺害する少年 役
- 学校の怪談 呪いの言霊（2014年5月公開、エル・ティー・コーポレーション） - 満夫 役
- スイートプールサイド（2014年6月公開、松竹） - 中山先輩 役
- 合葬（2015年9月公開、松竹） - 咲 役
- After Hours（2016年12月31日）
- 帝一の國（2017年4月29日公開） - 古賀平八郎 役
- ホームラン（2017年5月26日）※ドイツ第17回ニッポン・コネクション NIPPON VISIONS部門正式出品
- 密使と番人（2017年7月22日公開） - 大二郎 役
- 海辺の生と死（2017年7月29日公開） - 大坪 役
- 月子（2017年8月26日公開） - 主演・タイチ 役（三浦透子とW主演）
- あゝ、荒野前編（2017年10月7日公開） - ヒガキ 役
- 過ぎて行け、延滞10代（2017年12月2日公開） - 主演・将也 役（堀春菜とW主演）※SHINPA vol.6 東京国際映画祭 オールナイト上映（10月28日）
- カレーライス Curry and Rice（2018年2月24日公開） - 主演・満 役 ※若手映画作家育成プロジェクト NDJC2017
- サイモン&タダタカシ（2018年3月24日公開） - 柳田 役 ※第24回PFFスカラシップ作品
- 3Words 「言葉のいらない愛」（2018年9月29日公開） - 主演 ※監督・脚本
- クジラの骨（2019年3月8日公開） - 青年 役 ※2019年 徳島国際映画祭 オープニング上映作品
- ザ・ファブル（2019年6月21日公開）- 黒塩（クロ）役
  - ザ・ファブル 殺さない殺し屋（2021年6月18日公開）
- サイレント・トーキョー（2020年12月4日公開、東映） - 来栖公太 役
- 砕け散るところを見せてあげる（2021年4月9日公開、イオンエンターテイメント） - 田丸玄悟 役
- Arc アーク（2021年6月25日公開） - 佐々木 役[53]
- 護られなかった者たちへ（2021年10月1日公開） - 菅野 役
- ONODA 一万夜を越えて(2021年10月8日公開)
- ミュジコフィリア（2021年11月19日公開） - 主演・漆原朔 役[54]
- 猫は逃げた（2022年3月18日公開） - 松山俊也 役[55]
- とんび（2022年4月8日公開） - 健介 役
- 犬も食わねどチャーリーは笑う（2022年9月23日公開、キノフィルムズ） - 若槻広人 役[56]
- almost people「次男のはなし」（2023年9月30日公開、コギトワークス） - 神尾太陽 役[57]
- バジーノイズ（2024年5月3日公開、ギャガ） - 航太郎 役[58]
- ピアニストを待ちながら（2024年10月12日公開、インディペンデントフィルム） - 主演・瞬介 役[59]
- 災 劇場版（2026年公開予定、ビターズ・エンド） - 男性 役[60]

### 舞台
- 劇団ひまわり シアターカンパニーSmash第1回公演「カラフル」（2010年12月7日 - 12日、シアター代官山） - 主演 小林真 役
- カタオモイ.net プロデュース公演「灯籠」（2015年2月5日 - 8日、シアターKASSAI） - 清水クン 役
- 絵本合法衢 EHON GAPPO GA TSUJI（2016年5月11日 - 15日、あうるすぽっと） - 道具屋与兵衛/小島林平/あざみ 役
- CITY（2019年5月18日 - 26日 彩の国さいたま芸術劇場 大ホール、5月29日 兵庫県立芸術文化センター 阪急 中ホール、6月1日 - 2日 穂の国とよはし芸術劇場PLAT 主ホール） - あの人 役
- エレファント・ソング（2022年5月4日 - 22日、PARCO劇場） - 主演 マイケル 役
- カモメよ、そこから銀座は見えるか？（2023年6月3日 - 6月25日、本多劇場 他） - アキオ 役[61]
- モチロンプロデュース「ボクの穴、彼の穴。W」（2024年9月17日 - 29日、スパイラルホール / 10月4日 - 6日、近鉄アート館）[62][63]

### インターネットドラマ
- 土壌際のアリア（2009年、LISMO Channel） - 渡辺龍次（中学時代） 役
- さよなら、キノコ（2012年、テレ朝動画）
- あなた運転うまいね？（2015年、アルファ ロメオ 「CINEMAアワード」）
- 鳴いちゃう男（2017年1月29日、"坂元裕二 x 東京藝術大学大学院映像研究科映画専攻脚本領域の学生による短編会話劇「雑談会議」"短編ムービー）まもる役[64]
- サポステ（2017年2月9日、地域若者サポートステーション広報用短編映画） - 岸田ゆうじ 役[65]
- colors（2018年3月30日 - 4月1日、FOD） - 主演・ぼく 役（地上波放映時タイトル:青と僕）
- MAGI 天正遣欧少年使節（2019年1月17日、Amazon Prime Video） - 原マルティノ 役
- 義母と娘の間のフェルマータ（2020年1月4日、Paravi）[66] - 黒田大樹 役
- 呪怨: 呪いの家（2020年7月3日、Netflix） - 深沢哲也 役
- アンサング・シンデレラ ANOTHER STORY 〜新人薬剤師 相原くるみ〜（2020年8月27日 - 9月24日、FOD） - 羽倉龍之介 役
- ギヴン（2021年7月17日 - 8月21日、FOD） - 梶秋彦 役
- 失恋めし（2022年1月14日、Amazon Prime Video） - 花屋の青年 役[39]
- 今際の国のアリス シーズン2（2022年12月、Netflix） - マツシタ 役[67]

### ナレーション
- ７days diary 三ヶ島かな ハタチの素顔（2017年3月5日、ゴルフネットワーク）
- ETV特集「蜆蝶(しじみちょう)我の心の中で舞え〜少年俳人・小林凛〜」（2018年9月1日、NHK Eテレ）
- 映画 「FOR REAL －遠い、クライマックス。－」（2018年12月14日公開）
- ザ・ヒューマン「心をひとつに～市立船橋高校吹奏楽部～」（2021年3月27日、NHK BS1）
- ドキュメント20min.「26歳 旅ヲ思フ。」（2022年7月25日、NHK）

### ラジオ
- FMシアター（NHK-FM）
  - おきらく極楽（2016年3月12日） - 藤野健太 役[68]
  - 風のち、りんご晴れ（2018年3月3日） - 澁川太一 役[69]
  - 歌え、この街の空に（2020年9月26日）水谷輝 役[70]
  - 雪天神（2022年9月10日） - 大吾 役[71]
- ラジオシアター〜文学の扉 ハックルベリー・フィンの冒険（2016年2月7日 - 14日、TBSラジオ）

### バラエティ
- ワオ（2014年4月 - 9月、フジテレビ）
- バナナサンド（2024年8月13日、TBS）[72][73]

### CM
- ベネッセコーポレーション 進研ゼミ小学講座 06夏の実力診断テスト篇（2006年）
- UR関東 UR賃貸住宅 人は、ふれあって育つ編（2009年）
- ソフトバンクモバイル ホワイト学割With家族 白戸家 定食屋篇（2010年）
- ガンホー・オンライン・エンターテイメント パズル&ドラゴンズ 晴れ、ときどきパズドラ篇（2013年）
- トヨタホーム ずっと、ここが、我が家。妻篇（2015年）
- LINE MUSIC シェア篇（2015年）
- Pasco 超熟 カレーサンド篇（2016年）
- キリンビバレッジ 「午後の紅茶」
  - 冬の限定CM「あいたいって、あたためたいだ。」篇（2016年）
  - 夏の限定CM「おちつけ、恋心。」篇（2017年）
  - 冬の限定CM「あいたいって、あたためたいだ。'17冬」篇（2017年）
  - 冬の限定CM「あいたいって、あたためたいだ。'18冬」編（2018年）
- 東芝ライフスタイル 「ピンときちゃった！」ライフスタイル SEASON2編（2017年） - 有浦ソータ 役
- ダイハツ ミラ トコット「縦列駐車」篇 / 「ボウリング」篇（2018年） - 丸尾くん 役
  - 「縦列駐車」篇（2018年）
  - 「ボーリング」篇（2018年）
- 日本製鉄 「磁石人間」篇（2019年）
- FRISK NEO 「FRISK NEO ”NEO Sweet”キャンペーン」篇（2020年）
- Hulu 「Huluのライブ配信を楽しもう！」篇（2020年）
- マクドナルド プレミアムローストコーヒー 「木村氏、忘れる」篇（2022年）

### MV
- SUPER☆GiRLS「BELIEVE IN LOVE」（2014年）
- KOTORI「そのすべて」（2016年）[74]
- シャムキャッツ「Coyote」（2017年）[75]
- 町あかり「たおやかだ〜aki〜」（2017年）
- Mr.Children「SINGLES」（2018年10月） - 阿部純子と共演[76]
- 松室政哉「ai」（2021年）
- Tani Yuuki 「運命」（2023年）[77]
- 片寄涼太 「運命」（2023年）

### 広告
- JUNRed 2016 AUTUMN&WINTER STYLE イメージモデル[78]
- JUNRed 2017 SPRING STYLE -2021 tokyo- イメージモデル[79]
- JUNRed 2017 SUMMER STYLE -2021 tokyo- イメージモデル[80]
- トゥーフォーセブン「mercibeaucoup,」2017SSファッションストーリー出演[81]
- GU「MODERN STREET SNAP」[82]
- UNITED ARROWS 公式WEBカタログ「クリエイターと考える、人と服。」[83]

## 受賞歴
- 第82回キネマ旬報ベスト・テン 新人男優賞（『トウキョウソナタ』）
- 第23回高崎映画祭 最優秀新人男優賞（『トウキョウソナタ』）